# Ротлебероде
Ротлебероде (нім. Rottleberode) — громада у Німеччині, у землі Саксонія-Ангальт. 
Входить до складу району Зангерхаузен. Підпорядкувується управлінню Росла-Зюдгарц.  Населення складає 1574 людини (на 31 грудня 2006 року). Площа 6,99 км². 

## Історія
Під час Другої світової війни у Ротлебероді знаходився філіал концентраційного табору Бухенвальд. Тут були в'язні з України та Польщі, які працювали на примусових роботах на бронетанковому заводі Stock & Co. Праця польських та українських підневільних робітників використовувалася при виробництві боєприпасів. 